# Nikolaj Latyšev
Nikolaj Gavrilovič Latyšev (Николай Гаврилович Латышев, 22. listopadu 1913 Moskva – 18. února 1999 tamtéž) byl sovětský fotbalista a rozhodčí.
V letech 1931 až 1942 hrál na pozici obránce za kluby Elektrozavod Stalinec, FK Dynamo Moskva a Křídla Sovětů. Absolvoval kurs pro rozhodčí a v roce 1940 řídil svůj první ligový zápas. Celkem rozhodoval 203 mistrovských utkání včetně rekordních osmi finále Sovětského fotbalového poháru.
V roce 1952 se stal prvním sovětským rozhodčím na mezinárodní listině FIFA. Pískal zápasy na olympijských hrách v letech 1952 a 1956, mistrovství světa ve fotbale 1958 a mistrovství světa ve fotbale 1962. Na MS 1962 v Chile byl hlavním rozhodčím finálového utkání mezi Brazílií a ČSSR. Za stavu 2:1 pro Brazílii nenařídil proti Brazilcům penaltu, ačkoli mu pomezní Leo Horn signalizoval ruku Djalmy Santose v pokutovém území.
Kariéru sudího ukončil v roce 1963, do roku 1982 byl členem rozhodcovské komise FIFA. Pracoval v moskevské továrně na elektrospotřebiče, později byl docentem vysoké technické školy STANKIN a kandidátem věd.